# Hermann Höfle (SS-Mitglied, 1911)
Hermann Julius Höfle, fälschlich auch Hans Höfle, (* 19. Juni 1911 in Salzburg; † 21. August 1962 in Wien) war im NS-Staat als SS-Sturmbannführer und Leiter der Hauptabteilung „Aktion Reinhardt“ zuständig für die Koordinierung dieser Aktion mit der Zivilverwaltung des Generalgouvernements. Er gehörte zu den eher unbekannten, jedoch maßgeblichen Technokraten für die sogenannte Endlösung, den millionenfachen Judenmord.

## Leben

### Herkunft und frühe politische Betätigung
Hermann Höfle besuchte die Volks- und Bürgerschule und absolvierte eine dreijährige Lehre als Automechaniker. Danach arbeitete er ein Jahr als Mechanikergehilfe und als Maschinist im Salzburger Wasserwerk. Anschließend fuhr er Taxi und gründete zwei Jahre später ein eigenes Taxiunternehmen.
Von seinem 12. bis 16. Lebensjahr hatte er dem Arbeiterverein angehört. Am 1. August 1933, bereits zur Zeit der Illegalität der NSDAP in Österreich, trat er mit 22 Jahren in die österreichische NSDAP und gleichzeitig in die SS (SS-Nummer 307.469) ein. Hier wurde er ein Jahr später Sturmgeldverwalter und Stellvertreter des Sturmführers.
Am 29. Oktober 1933 heiratete er Berta Dühr (* 25. Oktober 1912 in Salzburg), mit der er bis Kriegsende vier Kinder hatte. Ein Zwillingspaar starb 1943 im Kleinkindalter an Diphtherie.
Wegen unerlaubter politischer Betätigung wurde er vom 25. Mai 1935 bis 1. Januar 1936 im Salzburger Polizeigefängnis inhaftiert.
Im Januar 1937 übernahm er die Führung des SS-Sturmbannes 1/76 und tat sich bei den Pogromen am 9. November 1938 so hervor, dass ihn Adolf Eichmann, der unmittelbar zuvor die Leitung der Zentralstelle für jüdische Auswanderung in Wien übernommen hatte, dem damaligen Gauleiter von Wien, Odilo Globocnik, als fähigen Mitarbeiter empfahl. Am 22. Juni 1938 beantragte er die reguläre Aufnahme in die NSDAP und wurde rückwirkend zum 1. Mai aufgenommen (Mitgliedsnummer 6.341.873).
Im Februar und März 1939 besuchte Höfle die SS-Führerschule Dachau. In seiner Beurteilung von 31. März 1939 vermerkte der zuständige SS-Oberführer und Schulleiter, Höfle müsse selbstbewusster auftreten und in Anzug und Sauberkeit mehr auf sich achten. Für seine 27 Lebensjahre wurde sein Auftreten als zu unsicher bezeichnet, seine Persönlichkeit insgesamt als zu weich. Auch sein körperlicher Einsatz müsse aktiver und härter werden, und die geistige Regsamkeit sei noch nicht ausreichend entwickelt. Allerdings wurden ihm auch Eigenschaften wie Strebsamkeit, Bescheidenheit, Ehrlichkeit und Fleiß bescheinigt. Seine Abschlussarbeit auf der Führerschule wurde mit kaum genügend zensiert. Danach wurde er im Sudetenland zu Aufbauarbeiten für die 99. SS-Standarte in Znaim eingesetzt.

### Einsatz beim SS- und Polizeiführer im Distrikt Lublin bei der Aktion Reinhardt
Beim deutschen Überfall auf Polen nahm Höfle im 8. SS-Infanterieregiment teil. Anschließend war er vom 10. Dezember 1939 bis zum 1. September 1940 Führer des Volksdeutschen Selbstschutzes in Neu Sandez (Nowy Sącz).
Am 1. September 1940 wurde Höfle nach Lublin versetzt, um dort für den ihm schon bekannten Odilo Globocnik als SS- und Polizeiführer (SSPF) im Distrikt Lublin zu arbeiten. Globocnik war mit dem Bau von Befestigungen an der deutsch-sowjetischen Demarkationslinie beauftragt. Höfle leitete ab dem 1. November 1940 ein Lager der hierbei eingesetzten Zwangsarbeiter. Jetzt fiel auch die Beurteilung durch seine Vorgesetzten wesentlich besser aus, da nunmehr Tugenden wie leichte Auffassungsgabe für praktische Dinge, Selbständigkeit und Mäßigung im Genuss von Alkohol und Nikotin einen höheren Stellenwert erhielten als bislang.
Zu Höfles späteren Tätigkeiten gehörten die Liegenschaftsverwaltung, die Leitung verschiedener Zwangsarbeiterlager, die Einrichtung von SS- und Polizeistützpunkten im Distrikt Lublin und Mithilfe beim Ausbau des SS-Ausbildungslagers für „fremdvölkisches“ Personal in Trawniki. In Lublin wohnte und arbeitete Höfle in der Julius-Schreck-Kaserne, dem ehemaligen Stefan-Batory-Kolleg in der Pierackistraße 17, die als Hauptquartier der „Aktion Reinhardt“ diente.
Mit der Beauftragung Globocniks zum Leiter der Aktion Reinhardt durch den „Reichsführer SS“ Heinrich Himmler am 13. Oktober 1941 wurde Höfle dessen Judenreferent. Als solcher war er schon von Beginn an in die Planungen zur fabrikmäßigen Tötung der Juden im Generalgouvernement eingeweiht. Ihm oblag die Koordination dieser monströsen Mordaktion mit der Zivilverwaltung des Generalgouvernements unter deren Chef Hans Frank, die Räumung der Ghettos im Generalgouvernement, die Koordination und die Abfolge der den einzelnen Vernichtungslagern zuzuführenden Transporte und die Verwertung des Eigentums der Opfer. Hierzu wurde in einem Gebäude in der Lubliner Chopinstraße 27 ein Lager für die Kleider und die bewegliche Habe eingerichtet. In einer Zentralkartei wurden akribisch die Werte für Edelsteine und Devisen vom SS-Sturmbannführer Georg Wippern erfasst, während die Kleidungsstücke, Schuhe und ähnliches von Höfle registriert wurden.
Höfle verpflichtete die an der Aktion Reinhardt beteiligten Einsatzkräfte zur Verschwiegenheit und ließ sie ein Formblatt unterschreiben, in dem es unter anderem hieß:

„Durch SS-Hauptsturmführer Höfle als Leiter der Hauptabteilung Einsatz Reinhardt bei SS- und Polizeiführer im Distrikt Lublin bin ich eingehend unterrichtet und belehrt worden, daß ich unter keinen Umständen an Personen, die außerhalb des Kreises der Mitarbeiter im Einsatz Reinhardt stehen, die Vorkommnisse bei der Judenumsiedlung mündlich oder schriftlich berichten darf […] daß die Vorgänge bei der Judenumsiedlung Gegenstand einer Geheimen Reichssache sind […] Mir ist bekannt, daß die Pflicht zur Geheimhaltung auch nach meinem Ausscheiden aus dem Dienst weiterbesteht.“

Die Aktion Reinhardt begann Mitte März 1942 mit der Räumung der Ghettos in Lemberg und Lublin, nachdem am 16. März 1942 eine gemeinsame Besprechung zwischen SS und Polizei sowie Zivilverwaltung in Lublin stattgefunden hatte, an der auch Höfle teilgenommen hatte. Schon am nächsten Tag wurden 3000 Juden im Vernichtungslager Belzec vergast. Ab Mai 1942 wurde das Vernichtungslager Sobibor in Betrieb genommen und ab Juli 1942 Treblinka.
Am 22. Juli 1942 begann mit der „Großen Aktion“ die Räumung des Warschauer Ghettos, des größten Ghettos im Generalgouvernement. Hier sowie bei den Räumungen und dem Abtransport in die Vernichtungslager aus den Ghettos Mielec, Lublin und Rzeszow wirkte Höfle als Organisator maßgeblich mit und ließ arbeitsfähige Juden in Lublin für die in diesem Bereich befindlichen Zwangsarbeiterlager selektieren. Auch organisierte er die Ankunft von Transporten aus dem KZ Theresienstadt und aus der Slowakei. Bei einem Besuch in Belzec und Treblinka begleitete er Adolf Eichmann.
Im Stellenbesetzungsplan des Stabes des SS- und Polizeiführers im Distrikt Lublin in Personalunion mit Arbeitsstab der Allgemeinen SS im Distrikt Lublin ist Höfle unter seiner SS-Nr. 307.469 als Referent für Judenangelegenheiten (Sonderaktion Reinhardt) aufgeführt. In der Personalaufstellung des SS- und Polizeiführers im Distrikt Lublin SS-Gruppenführer Odilo Globocnik von 1940 bis Juli 1943 wird Höfle als Stabsführer im engeren Stab bezeichnet. Die Personalaufstellung von Globocniks Nachfolger in Lublin, SS-Gruppenführer Jakob Sporrenberg, vom August 1943 bis 22. Juli 1944, übernimmt diese Beschreibung der Funktion von Höfle.
Die „Einsatzfreude“ Höfles wurde schließlich am 20. April 1943 mit der Verleihung des Kriegsverdienstkreuzes I. Klasse mit Schwertern belohnt.

### Teilnahme an der Aktion Erntefest
Auch nachdem Globocnik im September 1943 nach Triest als Höherer SS- und Polizeiführer (HSSPF) in die Operationszone Adriatisches Küstenland versetzt worden war und die „Aktion Reinhardt“ im November 1943 geendet hatte, blieb Höfle noch weiterhin in Lublin und wirkte hier wiederum bei der „Aktion Erntefest“ mit, der an zwei Tagen durchgeführten Massenerschießung von Juden aus den Zwangsarbeiterlagern im Distrikt Lublin.
Am 15. Februar 1944 wurde Höfle in das KZ Sachsenhausen versetzt und dort von diesem Tage an bis 7. März 1944 zur Dienstleistung dem SS-Totenkopf-Wachbataillon Sachsenhausen zugeteilt. Ab 8. bis 17. März 1944 war er als Erster Schutzhaftlagerführer tätig. Hier war man jedoch mit seinen Leistungen nicht zufrieden. Nach einer Zwischenbeurteilung des Lagerkommandanten vom 17. März 1944 zeigte er sich den Anforderungen, die an den Führer der Wachtruppe gestellt werden, nicht gewachsen. Trotzdem wurde ihm mit Wirkung vom gleichen Tage das Eiserne Kreuz II. Klasse verliehen. Mit Wirkung vom 13. Juni 1944 wurde er zum Fachführer der Waffen-SS beim SS-Hauptamt, Fachgruppe Erfassung ernannt. Damit verbunden war seine Versetzung zum SS-Hauptamt.

### Nach Kriegsende
Nach Kriegsende wurde Höfle am 31. Mai 1945 auf der Möslacher Alm am Weißensee in Kärnten, wo er sich zusammen mit Globocnik sowie den SS-Sturmbannführern Ernst Lerch und Georg Michalsen versteckt hatte, von den Engländern gefangen genommen. Nach zwei Jahren in britischen Internierungslagern wurde Höfle im August 1947 aus dem Lager Wolfsberg in Kärnten entlassen und der österreichischen Justiz übergeben. Am 30. Oktober 1947 wurde er auf Gelöbnis entlassen und arbeitete wieder in seinem Beruf als Automechaniker in seiner Geburtsstadt Salzburg.
Als am 9. Juli 1948 Polen seine Auslieferung beantragte, floh er nach Italien. Dort lebte er unter falschem Namen bis 1951. Danach kehrte er nach Österreich zurück, um sodann in die Bundesrepublik Deutschland überzusiedeln. Hier wurde er kurzzeitig als Informant des Abwehrdienstes der US-Armee CIC eingesetzt.
Im Januar 1961 erfolgte seine erneute Festnahme in Salzburg. Kurz vor Beginn seines Prozesses erhängte sich Höfle am 21. August 1962 in einem Wiener Gefängnis.

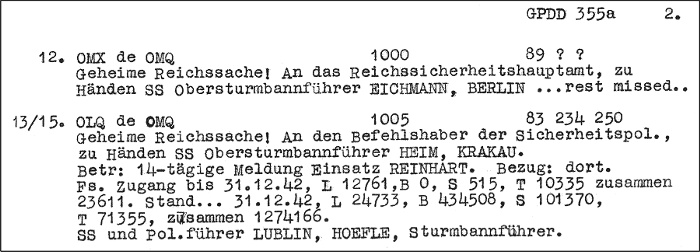
Entschlüsselter Funkspruch Höfles vom 11. Januar 1943.

Im Jahr 2000 gab der britische Geheimdienst bislang unter Verschluss gehaltene Unterlagen frei. Darunter befand sich auch ein Funkspruch Höfles – das so genannte Höfle-Telegramm – vom 11. Januar 1943 an Eichmann im Reichssicherheitshauptamt (RSHA), der von den Briten entschlüsselt worden war, jedoch lediglich eine Liste von Zahlen, die zusammen eine Summe von 1.274.166 ergaben, umfasste. Erst nach Freigabe dieses Funkspruches ist deren Bedeutung erkannt worden. Die übermittelte Summe stellt die Zahl der bis zum 31. Dezember 1942 in den Vernichtungslagern des Generalgouvernements getöteten Juden dar. Neben dieser Jahresbilanz waren alle 14 Tage Meldungen über den Stand der im Rahmen der Aktion Reinhardt ermordeten Juden an das Referat IV B 4 von Adolf Eichmann im RSHA zu senden.